# Knolhoningzwam
De knolhoningzwam (Armillaria gallica) is een schimmel die behoort tot de familie Physalacriaceae. De soort is een veel voorkomende en ecologisch belangrijke houtrotschimmel die kan leven als saprobe, of als een opportunistische parasiet in verzwakte boomgastheren om wortel- of kolfrot te veroorzaken.

## Kenmerken

### Uiterlijke kenmerken
Hoed
De hoed heeft een diameter van 2,5 tot 9,5 cm. De vorm is afhankelijk van hun leeftijd, conisch tot convex tot afgeplat. De kleur is bruingeel tot bruin als ze vochtig zijn, vaak met een donkerder gekleurd centrum; de kleur heeft de neiging om te vervagen bij het drogen. Het oppervlak van de hoed is bedekt met slanke vezels (dezelfde kleur als de hoed) die rechtop staan of naar boven hellen.
Lamellen
De lamellen zijn adnate tot ietwat decurrent bevestigd aan de steel. Ze zijn aanvankelijk wit, maar verouderen tot romig of lichtoranje, bedekt met roestkleurige vlekken.
Steel
De steel is 4 tot 10 cm lang en 0,6 tot 1,8 cm dik en bijna knotsvormig met de basis tot 1,3 tot 2,7 cm dik. Boven de hoogte van de ring is de steel bleekoranje tot bruin, terwijl hij eronder witachtig of lichtroze is en aan de basis grijsbruin wordt. De ring bevindt zich ongeveer 0,4 tot 0,9 cm onder het niveau van de hoed en kan bedekt zijn met geelachtige tot lichtbruine wollige donzige mycelia. De basis van de steel is bevestigd aan rhizomorfen, zwarte wortelachtige structuren met een diameter van 1–3 mm. Terwijl de primaire functie van de ondergrondse mycelia is om voedingsstoffen uit de bodem te absorberen, hebben de rhizomorfen een meer verkennende functie, om nieuwe voedselbases te lokaliseren.

### Microscopische kenmerken
In bulk, zoals bij een sporenafdruk, zien de sporen er witachtig uit. Ze hebben een ellipsoïde of langwerpige vorm, bevatten meestal een oliedruppel en hebben afmetingen van 7-8,5 × 5-6 µm. De basidia, zijn knotsvormig, viersporig (zelden tweesporig) en meten 32-43 × 7-8,7 µm. Andere cellen die aanwezig zijn in het vruchtbare hymenium zijn de cheilocystidia (cystidia aanwezig op de rand van een lamel), die knotsvormig, ruwweg cilindrisch en 15-25 × 5,0-12 µm zijn. Cystidia zijn ook aanwezig op de steel (caulocystidia genoemd), en zijn over het algemeen knotsvormig, met een afmeting van 20-55 × 11-23 µm. De cuticula van de hoed is gemaakt van hyfen die onregelmatig met elkaar verweven zijn en naar boven uitsteken om de schubben te vormen die op het oppervlak te zien zijn. De hyfen die de oppervlakteschubben vormen, zijn doorgaans 26 tot 88 µm lang en 11 tot 27 µm breed en kunnen bedekt zijn met een pigmentkorst. Gespen zijn aanwezig in de hyfen van de meeste weefsels.

## Verspreiding
Het is wijdverspreid en gevonden in Noord-Amerika, Europa en Azië (China, Iran, en Japan). De soort is ook gevonden in de provincie West-Kaap van Zuid-Afrika, waar men denkt dat hij is geïntroduceerd uit potplanten die tijdens de vroege kolonisatie van Kaapstad uit Europa zijn geïmporteerd. In Scandinavië is het afwezig in gebieden met zeer koude klimaten, zoals Finland of Noorwegen, maar het wordt gevonden in het zuiden van Zweden. Het wordt beschouwd als de meest voorkomende laaggelegen Armillaria-soort in Groot-Brittannië en Frankrijk.
De bovengrenzen van de hoogte verschillen per regio. In het Franse Centraal Massief, wordt het gevonden tot 1100 m, terwijl in Beieren, dat een meer continentaal klimaat heeft, de bovengrens van verspreiding 600 m bereikt. In Servische bossen is het de meest voorkomende Armillaria tussen hoogtes van 70 tot 1450 m. Veldstudies suggereren dat A. gallica de voorkeur geeft aan locaties met een laag organisch materiaal en een hoge pH-waarde van de grond.
In Noord-Amerika is het gebruikelijk ten oosten van de Rocky Mountains, maar zeldzaam in de Pacific Northwest. In Californië, waar het wijdverbreid is, wordt de schimmel aangetroffen in een verscheidenheid aan plantengemeenschappen. Het bleek de meest voorkomende Armillaria-soort te zijn in loofhout en gemengde eikenbossen in het westen van Massachusetts.
Een Chinese studie die in 2001 werd gepubliceerd, gebruikte de moleculair-biologische techniek restrictiefragmentlengtepolymorfisme om de verschillen in DNA te analyseren tussen 23 A. gallica-specimens verzameld op het noordelijk halfrond. De resultaten suggereren dat op basis van de waargenomen polymorfismepatronen van de lengte van het restrictiefragment, er vier globale subpopulaties van A. gallica zijn: de Chinese, Europese, Noord-Amerikaans-Chinese en Noord-Amerikaans-Europese geografische lijnen. Een onderzoek uit 2007 naar de noordoostelijke en zuidwestelijke Chinese verspreiding van Armillaria, waarbij gebruik werd gemaakt van vruchtlichaam- en zuivere cultuurmorfologie, concludeerde dat er verschillende niet nader genoemde soorten (Chinese biologische soorten C, F, H, J en L) zijn die vergelijkbaar zijn met de gewone A. gallica.